# Pruszków (powiat łaski)
Pruszków – wieś w Polsce położona w województwie łódzkim, w powiecie łaskim, w gminie Sędziejowice.
Do 1954 roku istniała gmina Pruszków. W latach 1975–1998 miejscowość należała administracyjnie do województwa sieradzkiego.
Przy drodze wojewódzkiej nr 481 z Łasku do Wielunia, po prawej stronie drogi, za Pruszkowem, na uprawnym polu rośnie 9 starych dębów o rozłożystych ramionach. Są to pomniki przyrody o wymiarach: 444, 390, 331, 313, 312 i 304 cm.

## Zabytki
Według rejestru zabytków Narodowego Instytutu Dziedzictwa na listę zabytków wpisane są obiekty:
- dawny zajazd, obecnie szkoła, nr rej.: 594-IV-27 z 28.06.1954
- park dworski, XVIII w., nr rej.: 437 z 25.07.1967